# Marcel Quinet
Pour les articles homonymes, voir Quinet.
Marcel Quinet, né le 6 juillet 1915 à Binche et mort le 16 décembre 1986 à Woluwe-Saint-Lambert, est un compositeur belge.

## Biographie
Marcel Quinet a été élève du Conservatoire royal de Mons et du Conservatoire royal de Bruxelles. Grand prix de Rome belge avec sa cantate La Vague et le Sillon, il fut directeur de plusieurs académies de musique, notamment à Saint-Josse-ten-Noode et à Schaerbeek et enseigna à la Chapelle musicale Reine Élisabeth. On lui doit des sonates, des concertos et des symphonies. Il fut notamment l'auteur du concerto imposé pour piano de la finale du Concours musical international Reine Élisabeth de Belgique 1964 où le Belge Jean-Claude Vanden Eynden se classa troisième.